# Lynce-ExactCrowd
Lynce-ExactCrowd est une société espagnole spécialisée dans le comptage des manifestants.
La méthode de leurs enquêtes se base sur un logiciel développé par des ingénieurs qui comptabilise les manifestants un à un à partir de photographies en hauteur. 
En Espagne, elle a pour clients « les plus grands médias espagnols », dont l'Agence EFE, la principale agence de presse en Espagne et la quatrième en importance au niveau planétaire, dont le gouvernement espagnol est l’actionnaire majoritaire,. En France, elle a décroché un contrat avec le quotidien France-Soir.
Cette société a plusieurs fois calculé un nombre de manifestants deux fois inférieur à celui de la police et de 30 à 60 fois inférieur à ceux des organisateurs. 
Son premier calcul a fait ressortir un écart de 7 avec les chiffres des organisateurs, ensuite passé à 11, puis à 29 et 61 pour les deux derniers grands rassemblements qu'elle a couverts.
- Son premier contrat était la manifestation des étudiants espagnols du 23 mars 2009. Elle a décompté 2 040 personnes, 2,5 fois moins que la police (5 000) et 7,5 fois moins que les organisateurs (15 000)[3].

- Elle a évalué à 7 300 personnes la manifestation des fonctionnaires de juin 2010, deux fois moins que les chiffres du quotidien El País, et 11 fois moins que ceux des organisateurs[4].

- L'écart est monté à 61 lors d'une manifestation organisée en mars 2010 par l'opposition au gouvernement espagnol, pour critiquer la libéralisation de l'avortement, convoqué par plus de 200 groupes anti-avortement. Lynce-ExactCrowd a évalué la foule à seulement 9 700 personnes, 61 fois moins que les organisateurs[5]. Lors de la précédente manifestation comparable, près d'un million de personnes étaient venues de toute l’Espagne, via 6 000 bus, pour manifester leur rejet total du projet de loi du socialiste Zapatero, qui veut dépénaliser en partie l’avortement[6]. Dès la veille, les médias attendaient un million de manifestants[7].

- L'écart était de 29 lors la grève générale, et sa manifestation du 29 septembre 2010, appelé par les syndicats UGT et CCOO : elle a décompté 17 200 manifestants, soit 2,5 fois moins que la police (40 000) et 29 fois moins que les syndicats (500 000)[8].